# نیوک سفلی
نیوک سفلی، روستایی از توابع بخش خضرآباد شهرستان صدوق در استان یزد ایران است.

## جمعیت
این روستا در دهستان ندوشن قرار دارد و براساس سرشماری مرکز آمار ایران در سال ۱۳۸۵، جمعیت آن ۹۰ نفر (۳۰خانوار) بوده‌است.